# Conquista di Cassala
La conquista di Cassala (a 20 km dalla frontiera con l'Eritrea) fu una battaglia della seconda guerra mondiale combattuta in Sudan, presso Gallabat e Cassala, dal 4 luglio 1940 al 18 gennaio 1941. Rappresentò la fase iniziale della campagna dell'Africa Orientale Italiana e vide contrapposti gli schieramenti italiani e anglo-sudanesi.

## Prima fase
Dal giorno dell'entrata in guerra, le truppe italiane si limitarono a mantenere una posizione difensiva, eccettuate poche puntate oltre confine e alcuni colpi di mano. Alcune di queste operazioni portarono all'occupazione di Moyale e del saliente di Mandera in Kenya. Invece al confine con il Sudan, il 3 luglio 1940 furono gli inglesi a prendere l'iniziativa attaccando la cittadina eritrea di Metemma, ma venendone respinti.

## L'occupazione di Cassala
(Benito Mussolini in un'esortazione radiofonica)

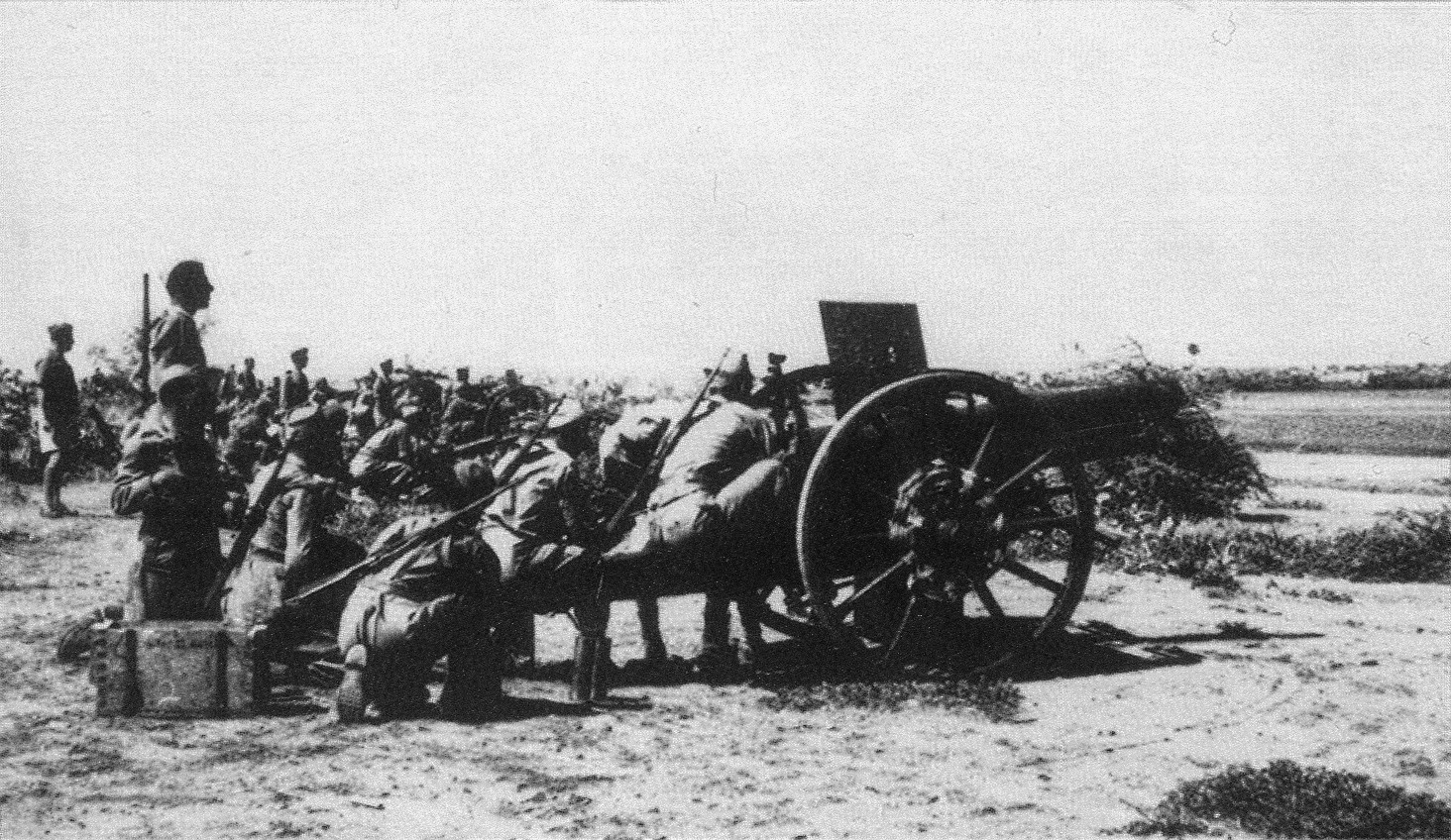
Artiglieria coloniale italiana su Cassala

L'attacco, studiato e guidato dall'allora governatore dell'Eritrea e dell'Amhara, generale Luigi Frusci, assistito dal generale Vincenzo Tessitori che guidava anche una delle colonne operative fu compiuto con un notevole dispiego di forze, soprattutto di àscari divise in tre colonne, denominate Gulsa est, Gulsa ovest e centrale, supportate dall'appoggio aereo. La colonna Gulsa ovest era autocarrata. A queste si aggiunsero anche alcuni squadroni di cavalleria che costituirono le avanguardie.
Alle 3 del mattino del 4 luglio 1940, le tre colonne italiane iniziarono la manovra di attacco verso Cassala; su tre direttrici diverse, con punti di partenza distanti da 31 a 36 km. Il primo attacco, che giunse dopo aver aggirato i monti Casala e Mocram, fu lanciato dalla cavalleria guidata dal tenente Francesco Santasilia di Torpino che cadde nell'assalto dopo essere stato più volte colpito.
Gli inglesi, al comando delle Sudan Defence Force (Forze di Difesa Sudanesi), resistettero tenacemente e fecero intervenire nel combattimento anche venti carri armati, che vennero però contrastati dalla aviazione italiana. Alle ore 13, gli squadroni di cavalleria entrarono in Cassala, mentre i reparti sudanesi comandati da ufficiali inglesi si diedero alla fuga. 
Nel bottino rinvenuto a Cassala fu ritrovato il diario di un ufficiale britannico in cui era specificata la consegna: "L'ordine è di resistere ad oltranza su Cassala contro gli italiani". Allo stesso tempo il generale Pietro Gazzera occupò il forte di Gallabat e di Kurmuk sempre nel Sudan Anglo-Egiziano. Un tentativo inglese di recuperare Gallabat svoltosi nel novembre 1940 si infranse contro le difese predisposte dagli italiani del colonnello Castagnola.

## L'evacuazione
Cassala fu occupata con un prezzo elevato in confronto al valore strategico della località, ma l'offensiva fu fermata, permettendo agli inglesi di riorganizzarsi e contrattaccare. Appositamente per contrastare gli italiani fu creato un reparto speciale motorizzato denominato Gazelle Force al comando del colonnello Frank Walter Messervy. Il 18 gennaio 1941, il generale William Platt occupò la città eritrea di Gallabat. Il 21 gennaio 1941 il comando italiano, sotto la pressione inglese, decise di evacuare Cassala e altre località difficilmente difendibili per accorciare il fronte, manovra effettuata come comunicato dal bollettino n. 228 del Comando Supremo italiano del 22 gennaio 1941.
Le forze italiane, guidate dal generale Orlando Lorenzini, ripiegarono ordinatamente ad Agordat, dove le truppe italiane attesero sulla difensiva le forze britanniche durante la battaglia di Agordat, che anticipò la decisiva battaglia di Cheren. Le forze italiane di Gallabat, al comando del generale Agostino Martini e del generale Guglielmo Nasi ripiegarono a Gondar. Nel corso della ritirata, al fine di ritardare l'avanzata britannica il tenente Amedeo Guillet, alla testa della cavalleria amhara, caricò gli avversari scompaginandone le truppe. L'ufficiale britannico vittima dell'assalto in seguito così descrisse l'avvenimento: "Quando la nostra batteria prese posizione, un gruppo di cavalleria indigena, guidata da un ufficiale su un cavallo bianco, la caricò dal Nord, piombando giù dalle colline. Con coraggio eccezionale questi soldati galopparono fino a trenta metri dai nostri cannoni, sparando di sella e lanciando bombe a mano, mentre i nostri cannoni, voltati a 180 gradi sparavano a zero. Le granate scivolavano sul terreno senza esplodere, mentre alcune squarciavano addirittura il petto dei cavalli. Ma prima che quella carica di pazzi potesse essere fermata, il Royal Regiment dovette ricorrere alle mitragliatrici".